# Пула (Каљари)
Пула (итал. Pula) је насеље у Италији у округу Каљари, региону Сардинија.
Према процени из 2011. у насељу је живело 4883 становника. Насеље се налази на надморској висини од 13 м.

## Становништво
Према резултатима пописа становништва 2011. у општини је живело 7.141 становника.
| 1931. | 1936. | 1951. | 1961. | 1971. | 1981. | 1991. | 2001. | 2011. |
| ----- | ----- | ----- | ----- | ----- | ----- | ----- | ----- | ----- |
| 2.131 | 2.275 | 2.611 | 3.642 | 4.770 | 5.371 | 5.857 | 6.535 | 7.141 |